# Sabine Baring-Gould
Sabine Baring-Gould, né le 28 janvier 1834 à Exeter et mort le 2 janvier 1924 au manoir de Lew Trenchard dans le Devon, est un prêtre anglican, romancier, mythographe et folkloriste anglais. Il est l'auteur de 1 240 monographies consacrées aux sujets les plus divers. Ses recueils de chansons traditionnelles du Devon sont l'une des sources du premier renouveau folk britannique. Ses recherches érudites sur la lycanthropie et les croyances médiévales ont retenu l'attention d'auteurs de littérature fantastique comme Lovecraft.

## Origines aristocratiques
Sabine Baring-Gould est le fils aîné des quatre enfants d'Edward Baring-Gould (1804–1872), officier retraité de Lew Trenchard Deputy Lieutenant du Devon et de son épouse, Sophia Charlotte Godolphin. Son père avait servi avec le grade de lieutenant de cavalerie légère dans l'Armée des Indes jusqu'en 1830, puis avait épousé Sophia Charlotte Bond, fille de l'amiral Francis Godolphin Bond de la Royal Navy,. Le grand-père paternel de Sabine Baring-Gould est le juge et Deputy Lieutenant William Baring († 1846), qui obtint l'autorisation par privilège royal d'ajouter à son nom et ses armoiries ceux de sa mère Margaret, née Gould : il put ainsi hériter du manoir de Lew Trenchard en satisfaisant au testament laissé par son grand-père maternel, l'amiral William Drake Gould (1719–1767) de Lew Trenchard. Cette famille Gould descendrait d'un certain John Gold, croisé qui prit part au siège de Damiette (1218) et reçut en 1220 de Ralph de Vaux, en hommage à sa valeur au combat, la terre de Seaborough dans le Somerset. Margaret Gould était l'épouse de Charles Baring (1742–1829) de Courtland dans la paroisse d'Exmouth, dont la pierre tombale est encore visible dans l'église de Lympstone. Ce Charles Baring était le frère benjamin du baronnet Francis Baring (1740–1810) et de John Baring (1730–1816), fondateurs de la Barings Bank.
Le prénom « Sabine » que porte Baring-Gould est le nom de famille de sa grand-mère paternelle Diana Amelia Sabine († 1858), sœur de l'explorateur des pôles Edward Sabine,,.
Sa femme Grace meurt au mois d'avril 1916. Il meurt quant à lui le 2 janvier 1924 à Lew Trenchard, et il est inhumé aux côtés de sa femme.

## Pasteur et enseignant

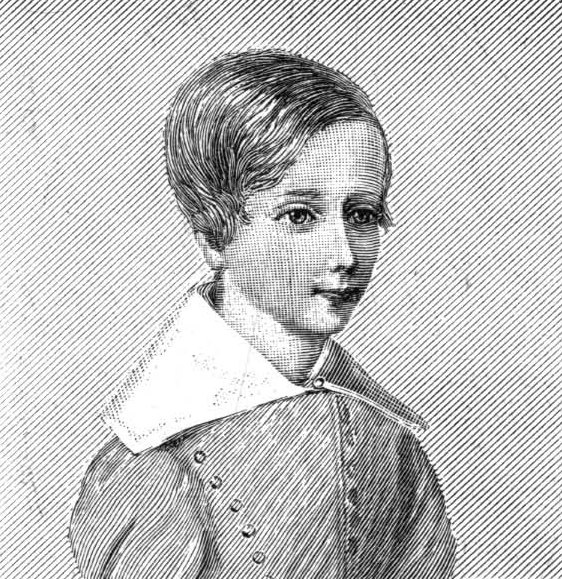
Baring-Gould à l'âge de 5 ans.

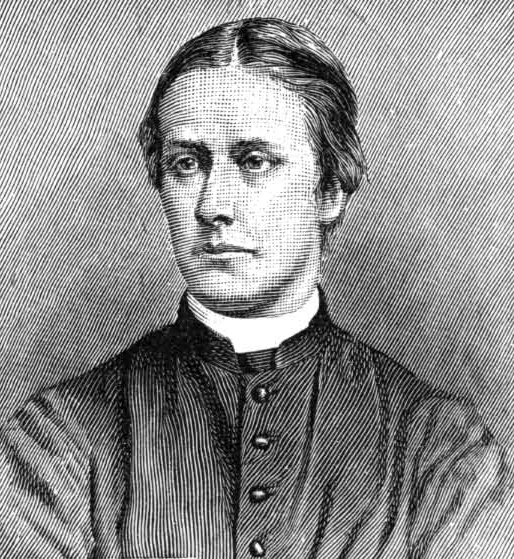
Baring-Gould professeur (vers 35 ans).

Au cours de sa jeunesse, ses parents voyageaient sans cesse à travers l'Europe, de sorte qu'il fut essentiellement éduqué par des précepteurs et ne passa vraiment que deux années au lycée, d'abord à King's College School à Londres (l'école était alors abritée dans Somerset House) puis, pendant quelques mois, à Warwick School. Là, sa scolarité fut interrompue par une affection des bronches dont il souffrit toute sa vie. En réponse à cette santé défaillante, son père envisageait de lui organiser un Grand Tour en Europe.
En 1852, il s'inscrit à l'université de Cambridge, où il obtient un Bachelor of Arts en 1857, puis de Master of Arts à Clare College en 1860. Au mois de septembre 1853, il fit part à Nathaniel Woodard de son désir d'entrer dans les ordres. Il n'enseigna guère qu'une dizaine de jours dans l'une des écoles de Woodard, celle de Lancing College dans le Sussex ; il fut alors réaffecté à Hurstpierpoint College, où il enseigna de 1857 à 1864. Outre sa charge de professeur de langues et de sciences, il fit fabriquer les étagères en fer forgé de la bibliothèque du lycée, et peignit les murs de scènes tirées des Contes de Canterbury de Chaucer et de La Reine des fées.
Il est ordonné prêtre anglican en 1865, et nommé à Horbury Bridge, dans le West Riding of Yorkshire. Il fait la connaissance de Grace Taylor, jeune ouvrière d'usine alors âgée de 14 ans. Grace est envoyée durant deux ans chez une cousine de John Sharp pour y parfaire son éducation. Baring-Gould, entre-temps, fut affecté à la paroisse de Dalton, près de Thirsk. Le couple est marié par Sharp en 1868 à Wakefield,.En 48 ans de mariage, le couple a quinze enfants, dont un seul atteint l'âge adulte. Grace meurt en 1916, et Baring-Gould fait graver sur sa tombe l'épitaphe latine Dimidium Animæ Meæ.
Baring-Gould devient le pasteur d'East Mersea (Essex) en 1871 et y passa dix ans. À la mort de son père, en 1872, il hérite des terres familiales, environ 1 200 ha autour de Lew Trenchard dans le Devon, avec survivance de la paroisse de Lew Trenchard. Lorsque la survivance devint vacante en 1881, il en prend le titre, obtenant ainsi les titres de pasteur et d'écuyer. Il fait réparer l'église Saint-Pierre et remanie entièrement (entre 1883 et 1914) le manoir de Lew Trenchard.

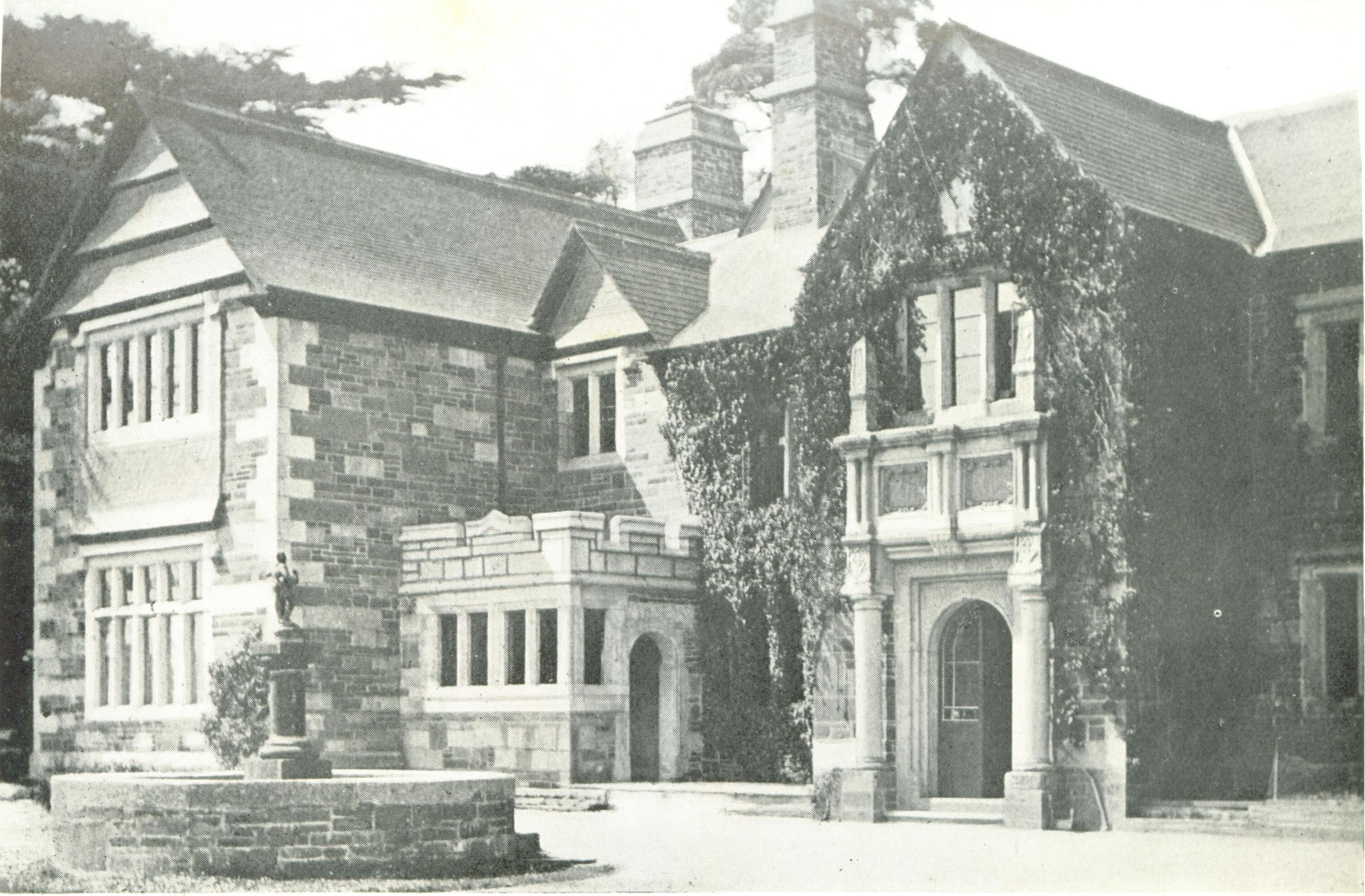
Le manoir familial de Lew Trenchard, où Baring-Gould vécut à partir de 1872.

## Pionnier de l'étude des chants folkloriques d'Angleterre
Baring-Gould considérait ses recueils de chansons folkloriques, recueillies auprès de paysans du Devon et des Cornouailles, comme son chef d’œuvre. Son premier recueil de chansons, Songs and Ballads of the West (1889–91), parut en quatre livraisons entre 1889 et 1891. Son éditeur, Henry Fleetwood Sheppard, lui proposa de publier un second recueil : ce sera A Garland of Country Songs (1895). Une édition augmentée des Songs of the West parut en 1905, mais Sheppard était mort en 1901, et le musicologue qui avait recueilli de nouveaux airs, Cecil Sharp, se vit proposer d'en être l'éditeur. 
Sharp et Baring-Gould collaborèrent à nouveau pour l'édition des 53 English Folk Songs for Schools (1907) : ce manuel de chant sera pour le 60 années suivantes une référence pour les écoles d'Angleterre. Quoiqu'il ait éprouvé le besoin de censurer certaines des paroles, il a laissé en 1914 ses notes originales intactes à la librairie de Plymouth, pour les futurs étudiants d'histoire locale, préservant ainsi plusieurs témoignages du temps passé. Ces chansons, ainsi que d'autre cahiers manuscrits de Baring-Gould découverts à Killerton en 1998, ont été microfilmées en 1998. Depuis 2011, une édition complète de ces manuscrits a été publiée et mise en ligne par le Devon Tradition Project sous la direction de Wren Music en partenariat avec l'English Folk Dance and Song Society. Trente caisses de documents manuscrits inédits (les manuscrits de Killerton) sont conservés au Devon History Centre d'Exeter.
Cecil Sharp dédia son essai English Folk Song: Some Conclusions (1907) à Baring-Gould. 
Baring-Gould a composé plusieurs hymnes anglais, dont les plus connus sont Onward, Christian Soldiers et Now the Day Is Over. Il a également traduit du basque en anglais le chant de noël « L'archange Gabriel » (Deikundea).

## Activités éditoriales
Baring-Gould est l'auteur de plusieurs romans, dont The Broom-Squire dont le cadre est Devil's Punch Bowl (1896), Mehalah: a story of the salt marshes (1880), Guavas the Tinner (1897), une Vie des Saints en 16 volumes, ainsi qu'une biographie de l'excentrique poète-vicaire Robert Stephen Hawker. Il écrit environ 200 nouvelles pour des magazines et périodiques, dont plusieurs sont réunies dans des anthologies : Book of Ghosts'] (1904), Dartmoor Idyllys (1896), et In a Quiet Village (1900). Ses études du folklore anglais sont regroupées dans The Book of Were-Wolves (« Le livre des loups-garous »), 1865, et constituent l'une des sources les plus citées sur la lycanthropie.
L'un de ses essais les plus lus est Curious Myths of the Middle Ages, publié en deux parties (1866 et 1868), qui a connu plusieurs rééditions depuis. « Chacun des vingt-quatre chapitres de ce livre, écrit le critique S. J. Mariconda, traite d'une superstition particulière, de ses variantes et de ses sources. » H. P. Lovecraft y fait allusion comme « ce curieux corpus de savoir médiéval que le regretté Mr. Baring-Gould a mis en un livre avec tant d'à-propos. »
Baring-Gould est l'auteur de livres sur l'histoire du West Country anglais :
- A Book of the West. 2 vols. I: Devon; II: Cornwall. Londres : Methuen, 1899
- Cornish Characters and Strange Events. Londres: John Lane, 1909 (reissued in 1925 in 2 vols., First series and Second series)
- Devonshire Characters and Strange Events.

Il a laissé une autobiographie en deux tomes : Early Reminiscences, 1834–1864 et Further Reminiscences, 1864–1894.
Sous le titre "Le Révérend Baring-Gould", au fil de quelques pages bien informées, François Duine a évoqué la vie et les œuvres de son ami, qui l'accueillit au long de deux séjours en 1899 et 1904, partageant leurs passions communes en hagiologie, folklore, sociologie, religion. (cf "Souvenirs et observations de l’abbé François Duine", p. 113 et ss.)

## Archéologue amateur à Dartmoor
Baring-Gould, avec son ami Robert Burnard, organisa en 1893 les premières fouilles archéologiques scientifiques de huttes rondes préhistoriques sur le site de Grimspound près de Dartmoor. Ils s'associèrent les compétences de R. N. Worth, R. Hansford Worth, du Rev. W. A. G. Gray et du Dr Prowse pour mener à bien cette tâche. C'est ainsi que se forma la commission de la Devonshire Association pour l'exploration de Dartmoor. Baring-Gould en était le secrétaire et il composa le premier des dix rapports annuels publiés jusqu'en 1905. L'état actuel des alignements et cercles mégalithiques préhistoriques de Dartmoor doit beaucoup aux recherches de cette commissions. Baring-Gould presida la Devonshire Association en 1896, ainsi que la Royal Institution of Cornwall de 1897 à 1907.
Il a consacré au moins deux livres au pays de Dartmoor : 
- Dartmoor idylls (1896)
- A Book of Dartmoor (1900), Londres, éd. Methuen. Réimpr. par Halsgrove (2002)

## Postérité
L'un de ses petits enfants, William Stuart Baring-Gould (1913–1967), est un spécialiste reconnu des études holmésiennes : il a laissé une biographie reconstituée du célèbre détective où, pour combler les vides laissés par le corpus holmésien, il a librement puisé dans les souvenirs d'enfance de son grand-père — contemporain de Holmes. Sabine Baring-Gould est un personnage du pastiche holmésien de Laurie R. King The Moor.

## Œuvres
- A Book of the Pyrenees (1907)
- Court Royal (1891)
- A Book of Dartmoor (1900)
- A Book of North Wales (1903)
- Amazing Adventures, illustrated by Harry B. Neilson (1903)
- A Book of Ghosts (1904)
- A Book of South Wales (1905)
- A Book of the Rhine from Cleve to Mainz (1906)
- A Book of The West: Being An Introduction To Devon and Cornwall (2 Volumes, 1899)
- A First Series of Village Preaching for a Year
- A Second Series of Village Preaching for a Year
- An Old English Home and its Dependencies[25], London, 1898
- Arminell
- Bladys of the Stewponey (1919)
- Cliff Castles and Cave Dwellings of Europe
- Cheap Jack Zita (1896)
- Cornish Characters (1909)
- Curiosities of Olden Times (1896)
- Curious Myths of the Middle Ages[26] (1866)
- Dartmoor Idylls (1896)
- Devon (1907) (Methuen's Little Guide on Devonshire)
- Devon Characters and Strange Events[27] (1908)
- Domitia (1898)
- Eve
- Family Names and their story (1910)
- Grettir the Outlaw: a story of Iceland (1890)
- Iceland, Its Scenes and Its Sagas
- In the Roar of the Sea (1891)
- In Troubadour Land: A Ramble in Provence and Languedoc (1890)
- John Herring
- Lives of the Saints, in sixteen volumes (1897)
- Mehalah, A Story of the Salt Marshes (1880)
- Noemi
- Pabo, The Priest (1899)
- Red Spider (1887)
- Richard Cable (1888)
- Sermons on the Seven Last words
- Sermons to Children
- Songs of the West: Folksongs of Devon & Cornwall (1905)
- The Book of Were-Wolves, being an account of a terrible superstition (1865)
- The Broom-Squire (1896)
- The Gaverocks
- The Life of Napoleon Bonaparte (1908)
- The Lives of the Saints – a sixteen-volume collection (1872 and 1877)
- The Mystery of Suffering
- The Pennycomequicks
- The Preacher's Pocket
- Post-Mediaeval Preachers, (1865)
- The Tragedy of the Caesars (1892)
- The Village Pulpit (1886)
- The Vicar of Morwenstow, being a life of Robert Stephen Hawker (1876)
- Urith
- Village Preaching for Saints' Days